# Tom McClure
Tom McClure, właściwie Thomas Michael McClure (ur. 9 września 1975) – amerykański profesjonalny strongman.

## Życiorys
Treningi siłowe rozpoczął w wieku piętnastu lat. Trenował sztuki walki, kickboxing i boks. Pracuje w ochronie.
Mieszka w Middletown (Connecticut).
Wymiary:
- wzrost 191 cm
- waga 150 kg

## Osiągnięcia strongman
- 2007
  - 5. miejsce – Mistrzostwa USA Strongman 2007
  - 2. miejsce – Drużynowe Mistrzostwa Świata Strongman 2007
  - 10. miejsce – Mistrzostwa Świata IFSA Strongman 2007
  - 3. miejsce – Drużynowe Mistrzostwa Świata Par Strongman 2007
- 2008
  - 6. miejsce – Mistrzostwa USA Strongman 2008
- 2010
  - 10. miejsce – Mistrzostwa USA Strongman 2010